# Basil Spalding de Garmendia
Basil Spalding de Garmendia (Baltimore, Maryland, Estats Units, 28 de febrer de 1860 − Sant Rafèu, França, 9 de novembre de 1960) fou un tennista estatunidenc que va competir per aquest país en els Jocs Olímpics de 1900 celebrats a París. Va guanyar la medalla de plata en la competició de dobles masculins fent parella amb el francès Max Décugis i sota la bandera de l'Equip Mixt. En la competició individual fou derrotat en quarts de final per Lawrence Doherty, guanyador finalment de la medalla d'or.
Fill d'una rica família estatunidenca d'ascendència espanyola, va passar gran part de la seva vida a França. Allà va començar a jugar a tennis i va aprofitar per formar part de l'equip estatunidenc dels Jocs Olímpics. També practicà els esports de golf i polo. Gràcies a la riquesa de la seva família, mai hagué de treballar, però si que serví per a l'exèrcit estatunidenc durant la Primera Guerra Mundial, especialment agregat a l'ambaixada estatunidenca de París.

## Jocs Olímpics

### Dobles
| Any  | Campionat                    | Parella     | Oponents                          | Resultat      |
| ---- | ---------------------------- | ----------- | --------------------------------- | ------------- |
| 1900 | Jocs Olímpics, París, França | Max Décugis | Lawrence Doherty Reginald Doherty | 1−6, 1−6, 0−6 |